# Lewes Crown Court
El Tribunal de la Corona de Lewes (Lewes Crown Court en inglés) es una de las sedes del Tribunal de la Corona ubicada en la calle «High Street» de Lewes, East Sussex, Inglaterra, Reino Unido. Forma parte del Centro Judicial Combinado de Lewes, que comparte con el Tribunal del Condado de Lewes. El edificio fue en sus orígenes el «County Hall» (Ayuntamiento del Condado) y también sede del Consejo del Condado de East Sussex desde 1889 hasta 1938. Desde el 25 de febrero de 1952 está catalogado como monumento con nivel de protección de Grado II*.

## Características
El edificio, proyectado por John Johnson en estilo neoclásico, fue construido en piedra de Portland entre 1808 y 1812. Posee una fachada principal simétrica de cinco tramos orientada hacia «High Street»; la sección central, de tres tramos, presenta un retranqueo con seis columnas de orden dórico que sostienen los pisos superiores. En el primer piso hay grandes ventanas abatibles y las alas laterales sobresale ligeramente hacia adelante. Sobre las ventanas del primer piso hay relieves que representaban a la Sabiduría, la Justicia y la Misericordia. El edificio fue ampliado a finales del siglo XIX hacia el este con dos tramos adicionales en un estilo similar.
La estructura fue utilizada originalmente como sede judicial, pero tras la aplicación de la Ley de Gobierno Local de 1888, que estableció consejos de condado en cada uno de ellos, se convirtió en la sede del Consejo del Condado de East Sussex. El Consejo del Condado se trasladó a Pelham House en 1938, momento en el que el edificio pasó a albergar a los tribunales de assize. Posteriormente, el consejo se trasladó de Pelham House a St Anne's Crescent en Lewes en 1968. Tras promulgarse la Ley de Tribunales de 1971, el antiguo tribunal de  assize fue rebautizado como Lewes Crown Court.
En estas dependencias se han juzgado casos populares como el de John Bodkin Adams, previamente absuelto por asesinato en el Old Bailey, que fue juzgado en Lewes por delitos colaterales en 1956; o el juicio en 1998 de Sion Jenkins por el asesinato de Billie-Jo Jenkins (posteriormente absuelto).